# Make Him Do Right
Make Him Do Right è il terzo album della cantante R&B statunitense Karyn White, pubblicato globalmente nel 1994 dalla Warner Bros. Records. È l'ultimo prodotto della White a classificarsi negli USA.
| Recensione | Giudizio |
| ---------- | -------- |
| AllMusic   | [ 1 ]    |

## Tracce
1. Hungah – 4:26 (James Harris, Terry Lewis, Karyn White)
2. Can I Stay With You – 5:38 (Babyface)
3. Weakness – 4:22 (Harris, Lewis, White)
4. Nobody But My Baby – 5:05 (McKinley Horton, Lewis)
5. Here Comes the Pain Again – 4:27 (Babyface)
6. I'd Rather Be Alone – 5:30 (Harris, Stanley Howard, Gary Johnson, Lewis, White)
7. Make Him Do Right – 5:07 (Daryl Simmons)
8. Simple Pleasures – 4:36 (Harris, Lewis, White)
9. I'm Your Woman – 5:19 (Harris, Horton, Lewis, White)
10. Thinkin' 'Bout Love – 5:13 (Harris, Lewis, White, Jimmy Wright)
11. One Minute – 4:54 (Wright, Lewis, Harris, White)

## Classifiche settimanali
| Classifica (1994)         | Posizione massima |
| ------------------------- | ----------------- |
| Stati Uniti               | 99                |
| US Top R&B/Hip-Hop Albums | 22                |